# Utuq
Utuq è un comune dell'Azerbaigian situato nel distretto di Quba. Conta una popolazione di 312 abitanti.